# Nová Ves (Český Krumlov)
Nová Ves è un comune della Repubblica Ceca facente parte del distretto di Český Krumlov, in Boemia Meridionale.